# دختری به نام آهو
دختری به نام آهو یک مجموعه تلویزیونی نوروزی محصول ۱۳۹۱ به کارگردانی قدرت‌الله صلح‌میرزایی، نویسندگی هادی کریمی و تهیه‌کنندگی علیرضا داوری و محمدحسین قره‌تپه می‌باشد که از شبکه پنج ایران پخش شد.
موسیقی تیتراژ این سریال را سالار عقیلی اجرا کرده‌است.

## بازیگران
- بهزاد فراهانی
- سیروس گرجستانی
- مریم امیرجلالی
- پندار اکبری
- میرطاهر مظلومی
- مجید یاسر
- شهرام عبدلی
- مهدی امینی‌خواه
- شهره لرستانی
- فلور نظری
- آزاده ریاضی
- مریم سلطانی
- یلدا قشقایی
- آزیتا ترکاشوند